# Paranormal Activity: The Ghost Dimension
Paranormal Activity: The Ghost Dimension (titulada: Actividad paranormal: La dimensión fantasma en Hispanoamérica y Paranormal Activity: Dimensión fantasma en España) es una película estadounidense de terror sobrenatural en 3D dirigida por Gregory Plotkin y escrita por Jason Pagan y Andrew Stark. La película está protagonizada por Chris J. Murray, Brit Shaw, Ivy George, Dan Gill y Olivia Taylor Dudley. Se trata de la sexta entrega de la serie de películas Paranormal Activity. La película fue estrenada el 22 de octubre de 2015, por Paramount Pictures. La parte principal de la película tiene lugar después de Paranormal Activity 4, mientras que la trama está fuertemente vinculada a los eventos de Paranormal Activity 3.

## Argumento
En septiembre de 1988, Katie y Kristi Featherston observan como la columna vertebral de Dennis, su padrasto, es aplastada por una fuerza misteriosa. La abuela Lois lleva a las niñas arriba mientras que la entidad lleva la cámara con ellas. Todos entran en un cuarto oscuro donde un hombre habla a las niñas sobre "Toby" y lo críticamente importantes que son para su plan.
En noviembre de 2013, Ryan Fleege, su esposa Emily y su hija de seis años Leila están a punto de celebrar la Navidad, cuando el hermano de Ryan, Mike, se muda después de dejar su novia. Junto a ellos está Skylar, amiga de Emily, quien se da cuenta de que Leila está hablando con un amigo imaginario llamado Toby. Mientras instala la casa ese día, Mike encuentra una caja de viejas cintas de video, que datan de 1988 a 1992. En ellas hay videos de Kristi y Katie con su madre y su novio Dennis en 1988, mientras que otros de 1992 están en la casa de Lois. Los dos están practicando habilidades sobrenaturales con el hombre misterioso. Mientras observa uno de los videos, Ryan y Mike advierten que las chicas son aparentemente conscientes de la presencia de los dos: son capaces de prever las acciones de Ryan y Mike cada vez que el par mira al mismo tiempo el video.
Las interacciones de Leila con Toby coinciden con Ryan usando la vieja cámara alrededor de la casa, donde observa que la cámara recoge seres espirituales. Más tarde, decide rodar las cintas durante la noche para ver qué cosas extrañas están ocurriendo. Una noche, una figura negra surge del suelo y se cierne sobre Leila durante varias horas, y ella finalmente habla con ella. Pronto, Skylar entra y revisa a Leila, sólo para ser atacada por el espíritu. La noche siguiente, Ryan graba a Leila durmiendo, pero un espíritu oscuro y demoníaco aparece en la cámara y lo obliga a dejar caer la cámara. Al día siguiente, Ryan y Emily salen a pasar la noche y dejan a Skyler y Mike para cuidar de Leila. Después de experimentar la entidad exterior, descubren una losa de hormigón en el suelo con Katie y Kristi y el año 1987 grabado en ella. Descubren que su casa está construida en la misma propiedad que Katie y Kristi vivían antes de que su casa se quemara en 1992.
Leila poco a poco se vuelve menos hablador y esto preocupa a Ryan y Emily lo suficiente como para llamar a un sacerdote llamado Todd. Entrevistó a Leila, y como resultado, lo ataca. Todd está convencido de que Toby es un demonio vinculado a un culto llamado The Midwives. Ryan investiga el culto, y se da cuenta de que mataron a una familia en Nevada relacionada con un niño llamado Hunter que nació el mismo día que Leila. Una de las cintas que Ryan encontró también muestra a Leila con Kristi, Katie y Hunter en 1992, unos años antes de que ella naciera. También aprende que la sangre de Leila es necesaria para terminar la transformación de Toby en un ser físico. Una noche, la interacción de Leila con Toby la lleva a abrir una puerta a otro reino en el que desaparece. Ryan y Emily la encuentran poco después, pero huyen con Leila a un hotel.
El Padre Todd vuelve y trata de limpiar la casa con un ritual para expulsión diabólica. Él decide atrapar al demonio, sobre el cual el demonio sacude violentamente la casa. Todd les dice que no se asusten, que mantengan la calma, pero la casa entera tiembla y todos se aterrorizan. Súbitamente, Todd es estrangulado y arrastrado por Toby hacia la oscuridad, dejando a la familia a su suerte para terminar la limpieza. Ryan atrapa al demonio en una sábana blanca y termina de recitar una oración. Leila vuelve a la normalidad y el demonio desaparece. Después de pensar que la prueba ha terminado, Skylar empieza a vomitar sangre en Mike, y la sangre lo quema, matando a ambos. Leila luego huye, y Ryan y Emily la persiguen arriba, pero Ryan es asesinado cuando un enorme brazo demoníaco lo empala a través de su pecho. Leila se aleja en el "portal" de su cuarto con una espantada Emily siguiéndola; Llega a casa de la madre de Kristi y Katie en 1992, donde encuentra a una joven Katie, y Leila le dice que tomaron parte de su sangre. Finalmente se enfrenta a la versión "humana" de Toby. Emily le suplica al demonio que le deje a Leila, pero es brutalmente asesinada y su cuerpo es lanzado a la cámara cuando se vuelca. Leila identifica al demonio "Toby" y los dos se alejan cuando la cámara corta, terminando la película.
Final Alternativo
En esta película comienza en el mismo final cuando Leila vuelve a la normalidad y el demonio desaparece. Cuatro meses más tarde, la familia comienza a trasladarse a otra casa que contiene todas las cajas del camión. Ryan deja caer una caja y encuentra una cinta VHS con respecto a las jovens Katie y Kristi, pero luego decide destruir la evidencia para evitar enviar de vuelta al demonio a su residencia. Para otro choque, Emily se vuelve para encontrar a Leila con Katie y Kristi tomados de su mano. Mientras celebra la fiesta de cumpleaños de Leila, se revela que Emily está embarazada. Leila apaga las velas de su pastel, deseando tener un hermanito. Emily dice que aún no saben el sexo de su bebé y la película termina.

## Reparto
- Chris J. Murray como Ryan Fleege.[4]
- Brit Shaw como Emily Fleege.[4]
- Dan Gill como Mike Fleege.[4]
- Olivia Taylor Dudley como Skyler.[4]
- Ivy George como Leila Fleege.[4]
- Michael Krawic como Padre Todd.[4]
- Chloe Csengery como Katie (niña).[4]
- Jessica Tyler Brown como Kristi (niña).[4]
- Hallie Foote como Abuela Lois.[4]
- Don McManus como Kent.[4]
- Mark Steger como Toby.[4]
- Aiden Lovecamp como Hunter Rey.
- Chris Smith como Dennis (cameo de Paranormal Activity 3).
- Lauren Bittner como Julie Featherston (cameo de Paranormal Activity 3).
- Katie Featherston como Katie (mencionada).
- Kathryn Newton como Alex Nelson (mencionada).
- Stephen Dunham como Doug Nelson (mencionado).
- Alexondra Lee como Holly Nelson (mencionada).
- Sprange Granden como Kristi Featherston/Rey (mencionada).
- Brian Boland como Daniel Rey (mencionado).
- Cara Pifko como Laura (sólo aparece en el final alternativo).

## Producción
La película se establece en función de Katie Featherston, la única actriz que aparece a lo largo de toda la serie de películas y fue dirigida por Gregory Plotkin, director de las últimas cuatro películas de Paranormal Activity.
Industrial Light & Magic creó los efectos visuales que hicieron posible el 3D, especialmente durante la creación del demonio Toby.

## Marketing
Un teaser tráiler fue estrenado el 22 de junio de 2015 y posteriormente lanzaron afiches promocionales. El primer tráiler oficial fue estrenado en la medianoche del día siguiente.

## Estreno
En un principio la película tenía previsto su estreno el 25 de octubre de 2013, pero luego fue pospuesto para octubre de 2014. El 17 de septiembre de 2014 se anunció que la película se subtitularía The Ghost Dimension y que tenía previsto estrenarse el 13 de marzo de 2015. El 27 de enero de 2015, Paramount Pictures había anunciado que el estreno se retrasaría al 23 de octubre de 2015. La película fue estrenada en 3D y RealD 3D.
En julio, Paramount anunció que había llegado a un acuerdo con AMC Entertainment y Cineplex Entertainment para realizar Scouts Guide to the Zombie Apocalypse y Ghost Dimensión con la condición de hacerlo disponible en formato digital a los 17 días de su estreno, cuando el número de cines que lo tengan en cartelera caiga por debajo de 300. Paramount invitó a las principales cadenas de cine a participar del experimento y a cambio compartiría una parte no revelada de los ingresos de la venta digital. Según fuentes de la industria, Paramount daría a los expositores participantes una cuota estimada del 2–4 % de sus ingresos digitales al momento que la película caiga por debajo de los 300 cines y a 90 días después de su fecha de estreno. Las cadenas que aceptaron la fórmula de Paramount incluyen a AMC, Cineplex de Canadá, National Amusements y Alamo Drafthouse. Sin embargo, muchas otras incluyendo a Regal Cinema, Cinemark y Carmike han rechazado la oferta de Paramount de vender la película en formato VOD. Esto significaba que Ghost Dimension solamente sería proyectada en aproximadamente 1350 cines norteamericanos al momento de su estreno el 23 de octubre de 2015–en comparación con las 2883 salas de cine del último título y muy lejos de los 3000 cines en las que cada una de las tres películas anteriores habían sido exhibidas. De acuerdo con el seguimiento de las ventas anticipadas durante el preestreno, la película abriría con 10–12 millones de dólares en los Estados Unidos y Canadá, a pesar de que la película tendrá el beneficio adicional de fijación de precios en 3D, por primera vez en la serie–en comparación con los 18,3 millones de dólares de Paranormal Activity: The Marked Ones.

## Secuela
El 19 de julio de 2019, Paramount anunció que una nueva entrega de Paranormal Activity está en desarrollo. El 7 de noviembre de 2019 fue anunciada la fecha de estreno de la película para el 29 de octubre de 2021.